# Nechama Leibowitz
Nechama Leibowitz (en hebreo: נחמה ליבוביץ׳) (nacida en Riga, Letonia, el 3 de septiembre de 1905 y fallecida el 12 de abril de 1997 en Eretz Israel) es reconocida como una de las principales maestras de la Torá del siglo XX, así como un modelo a seguir para las mujeres ortodoxas que son profesionales académicas y  maestras judías.

## Biografía
Nechama Leibowitz nació en Riga pero cursó sus estudios en Berlín y se mudó a Israel en 1930.  Allí enseñó durante muchos años en el Seminario de Maestros Mizrachi la Mujer en la Universidad de Tel Aviv, y en muchas otras escuelas, incluyendo en Hesder Yeshivas.  En 1968 la nombraron profesora vitalicia de la Universidad de Tel Aviv.
Trabajó como comentarista de radio en el sistema de radiodifusión de Israel. Nechama enriqueció el mundo de la Torá y sus estudiantes en muchos ámbitos. Introdujo métodos didácticos para la enseñanza de la Torá que influyeron en los estudios religiosos en su conjunto. Como educadora ella hizo una contribución inestimable a la capacitación de varias generaciones de docentes en todos los niveles de estudio, tanto en Israel y como en la Diáspora. En 1956 fue galardonada con el Premio Israel de Educación. Murió en Jerusalén en 1997.

## Pages
Las lecturas de la Torá son una parte importante de la mayoría de las ceremonias religiosas del judaísmo. Nechama Leibowitz realizaba prédicas y comentaba la Torá, realizando el estudio regular de Parashat ha-shavua, la porción semanal de la Torá. Su acercamiento a la Biblia era muy activo, y a través de sus preguntas  hacía reflexionar a sus alumnos y les exigía que adopten también un papel activo hacia el texto. 
En 1942 comenzó la distribución escrita de sus comentarios que constaban de preguntas sobre la prédica semanal de la Torá. Con los años, sus comentarios escritos llamados “Pages” se convirtieron en su marca registrada, llegando a un público cada vez más amplio.  El estudio de la parashá ha-shavua (de la semana) que hacía se ha convertido en una institución en todo el mundo judío. 
Durante muchos años, sus "Pages" consistían solo en preguntas. Ante la insistencia de muchos estudiantes  más tarde publicó sus respuestas  junto con las preguntas añadiendo nuevas preguntas para futuros estudios. Han sido traducidas a muchos idiomas llegando a los estudiantes y educadores de todo el mundo. Más tarde fueron recogidos en forma de libro y publicados como Estudios en el Weekly Sidra y Estudios en Bereshit, con volúmenes similares para los otros libros de la Torá.  
Sus interpretaciones reflejaban su amplio conocimiento sobre comentaristas bíblicos tanto los clásicos, tradicionales, como los modernos. Sus interpretaciones reflejaban  una gran sensibilidad hacia el sentido religioso, literario y psicológico de los textos que ella comentaba. Leibowitz  trataba de infundir en sus alumnos el amor por la Biblia, así como la creencia de que sus niveles de significados debían ser investigados por sus lectores.